# Helden Boven Alles
Helden Boven Alles is een Vlaamse familiefilm uit 2017 van het productiehuis Hotel Hungaria, geschreven en geregisseerd door Geerard Van de Walle. De hoofdrollen worden vertolkt door de Helden uit de gelijknamige Ketnettelevisieserie.

## Verhaal
De Helden worden razend populair als een online filmpje van hun laatste bouwwerk miljoenen keren bekeken wordt. De aandacht stijgt Sieg naar het hoofd. Ze zijn nu echte sterren, vindt hij, en hij boekt een week in een luxe spa hotel in de Ardennen. Maureen verveelt zich te pletter in al die saaie luxe. Ze krijgt te horen dat er op het hoogste punt van de streek, op de Top van de Condroz, een mysterieuze boom staat die vriendschappen voor de eeuwigheid bezegelt. Ze wil ernaartoe. Maar Sieg vindt dat gedoe met die boom kinderachtig en Dempsey en Nico kunnen geen kant kiezen. Wanneer Maureen alleen de bossen in trekt, komt ze in gevaar. De Helden moeten al hun creativiteit aan de dag leggen om elkaar - en hun vriendschap - terug te vinden. 

## Rolverdeling
| Acteur                | Personage |
| --------------------- | --------- |
| Siegfried De Doncker  | Sieg      |
| Dempsey Hendrickx     | Dempsey   |
| Maureen Vanherberghen | Maureen   |
| Nicolas Vanhole       | Nico      |
| Adriaan Van den Hoof  | Zven      |
| Karlijn Sileghem      | Wendy     |
| Mark Verstraete       | André     |
| Dirk Van Dijck        | Ludo      |

## Ontvangst
Helden Boven Alles werd enthousiast onthaald bij pers en publiek omwille van het gelaagd verhaal en de brede humor. Commercieel deed de film het nog beter dan Helden van de zee, de eerste film van Helden. Na 5 speelweken werd de kaap van de 100.000 bezoekers bereikt en tijdens de herfstvakantie van 2017 was Helden Boven Alles de meest bezochte film in Vlaanderen.